# 阿夫迪伊夫卡 (諾夫霍羅德-錫韋爾斯基區)

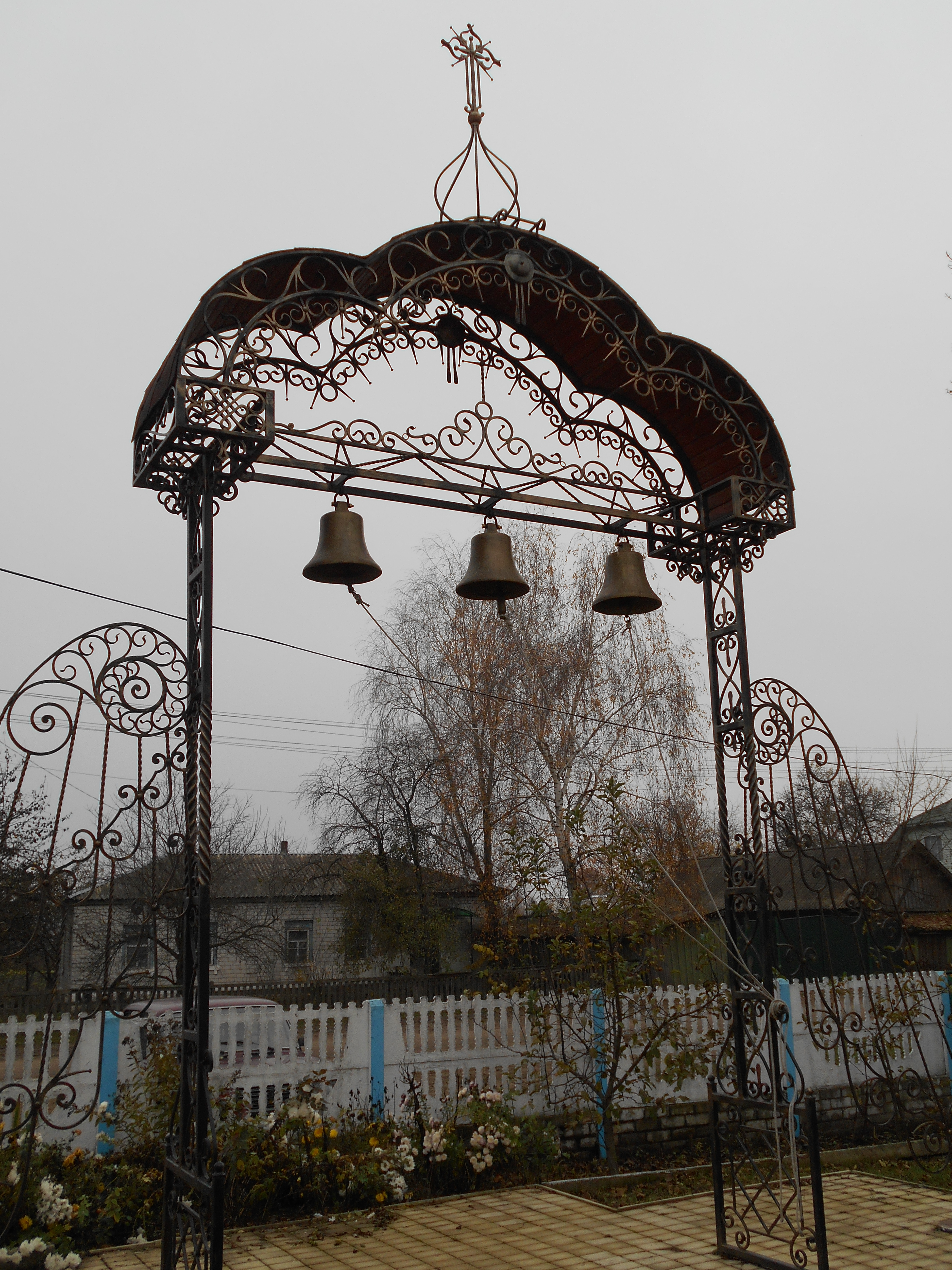
教堂的钟楼

阿夫迪伊夫卡（烏克蘭語：Авдіївка），是烏克蘭北部切爾尼戈夫州诺夫霍罗德-锡韦尔斯基区波诺尔尼察市镇内的村庄。始建於1596年，面積6.38平方公里，海拔高度171米，2022年人口2,000，人口密度每平方公里315.36人。